# Мыс Шмидта (Японское море)
Мыс Шми́дта — мыс в Японском море, расположенный в Приморском крае России, на острове Русском.
Мыс Шмидта находится на юго-восточном берегу Русского острова. Это высокий, скалистый и обрывистый мыс, лишённый растительности. В 2 км к юго-западу от мыса Шмидта расположен мыс Тобизина.
Мыс Шмидта был назван в честь командующего Тихоокеанской эскадрой адмирала Владимира Петровича Шмидта предположительно в конце 1880-х годов.